# Diamond Head (Hawaii)
Der Diamond Head, auf Hawaiisch Lēʻahi genannt, ist eine 232 m hohe Tuffsteinformation auf der hawaiischen Insel Oʻahu und das Wahrzeichen von Honolulu und Waikīkī. Sein englischer Name stammt von Seeleuten aus dem 19. Jahrhundert, die die Calciteinsprengsel mit Diamanten verwechselten. Zwischen dem Diamond Head im Westen und dem Koko Head im Osten befindet sich die Maunalua Bay.

## Entstehung des Kraters
Der seeseitige Gipfel, tief erodierte Kämme und der eiförmige Krater sind Beweise der dynamischen geologischen Geschichte Lēʻahis. Oʻahu entstand vor 2,5 bis 3 Millionen Jahren aus der Eruption zweier Vulkane. Eine Periode extensiver Erosion folgte. Überbleibsel dieser Vulkane sind die Bergketten Koʻolau und Waiʻanae Range.
Nach ungefähr 2 Millionen Jahren vulkanischer Inaktivität gab es erneut Eruptionen am südöstlichen Ende Koʻolaus. Diese Eruptionen fanden nahe dem Ozean statt, wo das Magma mithilfe von Wasser und Dampf in Asche und feine Partikel gespalten wurden. In die Luft ausgestoßen und zusammenzementiert bildeten sich Tuffringe wie der Lēʻahi.
Man vermutet, dass der Lēʻahi vor 300.000 Jahren in einer einzigen Eruption entstand. Der breite untertassenförmige Krater bedeckt ca. 1,5 Quadratkilometer (350 Acres) und ist deutlich breiter als hoch. Der südwestliche Rand ist höher, weil die Asche während der Eruption vom Wind in diese Richtung geblasen wurde. Seit der Eruption erodierten die Hänge und wurden vom Regen, Wind und Meer bearbeitet. Heute schützt ein Korallenriff die seeseitigen Hänge des Kraters.
Lēʻahi (Diamond Head) ist einer der bekanntesten Berge Hawaiis. 1986 wurde er als typisches Beispiel für einen Tuffring zu einer bedeutenden Sehenswürdigkeit (National Natural Landmark) der USA erklärt.

## Pflanzen und Tiere am Diamond Head
Das semi-aride Klima, die steilen steinigen Hänge und der flache Kraterboden von Diamond Head lassen hauptsächlich kleine Büsche und Kräuter wachsen. Botaniker vermuten, dass der Krater früher mit Wald bedeckt war. Heute hingegen gibt es nur noch wenige ursprüngliche hawaiische Spezies. Am Anfang des 20. Jahrhunderts bildete Regenwasser im Krater einen kleinen See, der von einheimischen Enten, Blässhühnern und Kranichen besiedelt wurde.
Die meisten Pflanzen und Tiere, die man heute im Krater sieht, wurden im 19. Jahrhundert nach Hawaii gebracht. Dominante Pflanzen sind die Kiawe, ein Baum der Gattung Prosopis, und Koa haole (Leucaena leucocephala). Beide Pflanzen wurden als Futter für Rinder eingeführt und passten sich schnell an die heißen, trockenen Bedingungen an. Hauptsächlich sieht man Kardinäle, Tauben und Spatzen.

## Die frühe Geschichte

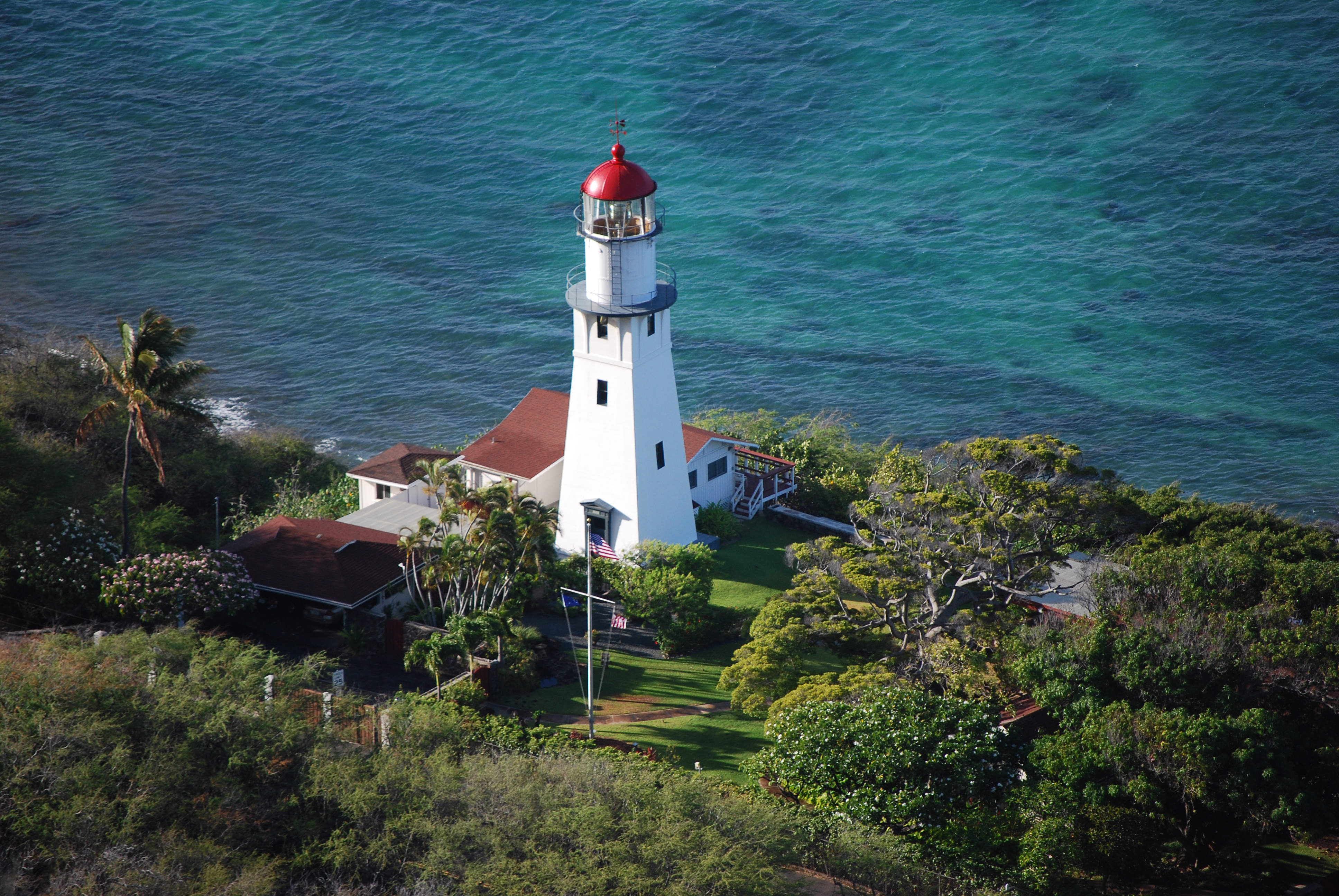
Leuchtturm von Diamond Head

Es heißt, Hiʻiaka, Schwester der Feuergottheit Pele, habe Lēʻahi seinen Namen wegen der Ähnlichkeit des Gipfels mit der Stirn (lae) des ʻahi Fisches gegeben. Eine andere Übersetzung lautet Feuerkopfland (Fire Headland) und verweist auf Navigationsfeuer, die am Gipfel entzündet wurden, um Kanus, die entlang der Küste fuhren, zu leiten. Ein heiau (Tempel) am Gipfel wurde der Windgottheit gewidmet zum Schutz gegen Aufwinde, die das Feuer löschen könnten. Seit 1899 existiert ein Leuchtturm zur visuellen Unterstützung der Navigation. Er wurde 1917 erneuert und 1980 in das National Register of Historic Places aufgenommen.
Im 17. Jahrhundert besuchten westliche Entdecker und Händler Lēʻahi und hielten Calcitkristalle in Steinen für Diamanten. So kam der Berg zu seinem Namen Diamond Head.

## Militärische Geschichte
Mit seinem Panoramablick von Koko Head bis Waiʻanae ist Diamond Head der ideale Platz für die Küstenverteidigung Oʻahus. 1904 wurde Diamond Head von der Regierung gekauft und diente ab diesem Zeitpunkt militärischen Zwecken.
1908 begann man mit der Befestigung und dem Aufstellen von Geschützen sowie dem Bau des Kapahulu-Tunnels durch die Nordwand des Kraters zum Fort Ruger. Fünf Batterien zur Beherbergung der Küstenartillerie wurden errichtet. Harlow (1910) am nördlichen Kraterrand, Dodge und Hulings (1913) am östlichen, Birkhimer (1916) im Krater größtenteils unterirdisch und Batterie 407 (1943), die sich im südlichen Kraterrand befindet. Die Feuerleitstelle am Gipfel, zwischen 1908 und 1910 errichtet, beherbergte Räume für Karten und Instrumente, um die Artillerieschläge koordinieren zu können. Von dieser Position konnten die Beobachter ihren eigenen Batterien sowie den Batterien Randolph und Dudley in Fort DeRussy in Waikīkī und der Batterie Harlow in Fort Ruger Ziele zuweisen. Die vierstöckige Feuerleitstelle, die Ebenen sind durch eine Wendeltreppe und Leitern miteinander verbunden, wurde mit Bruchstein eingebettet in Zement getarnt. Jede Ebene besitzt seewärts gerichtete Schlitze, um potentielle See- und Luftangriffe erkennen zu können. Zusätzliche Küstenverteidigung wurde durch Langstreckenkanonen gewährleistet, die an den Hängen und Kämmen des Kraters 1915 errichtet wurden. Die militärischen Merkmale Diamond Heads sind Teil des Fort Ruger Historic District.
In den 1940er Jahren wurde durch die Südwand des Kraters der Kāhala-Tunnel gegraben. Dieser führt heute zu einem Parkplatz innerhalb des Kraters von dem aus ein Pfad über Treppen und Tunnel bis zur Feuerleitstelle in 232 m Höhe führt. 
Im Krater selber gab es ebenfalls einige militärisch genutzte Einrichtungen, wie beispielsweise zwei Schießplätze.